# Heinkel He 114
Heinkel He 114  var ett tyskt högvingat marinspaningsflygplan, försett med pontoner.

## Historik
Heinkel He 114 utvecklades efter en specifikation upprättad i Tyskland tidigt år 1935. Luftwaffe sökte en ersättare för till Heinkel He 60. Första provflygningen genomfördes i september 1936, och leveranserna till Luftwaffe inleddes 1937, redan när flygplanet levererades insåg Luftwaffe att flygplanet inte passade till den tänkta arbetsuppgiften. Tjänstetiden som förstalinjeflygplan blev bara tre år då den ersattes av Arado Ar 196. 
Eftersom Luftwaffe inte bedömde flygplanet att vara första klassens militärflygplan frigavs modellen för export 1939. Sverige blev det första land som beställde tolv stycken flygplan, men leveranserna förhalades från tysk sida av politiska orsaker. Inga nytillverkade flygplan kom att exporteras, utan samtliga tillverkade flygplan överfördes till Luftwaffe. 
1941 när flygplanet mönstrades ut såldes några begagnade flygplan till Spanien, Sverige och Rumänien. Av de 24 flygplan Rumänien köpte 1941 var ett kvar i aktiv tjänst till maj 1960 
Totalt tillverkades minst 162 flygplan av typen men redan under konstruktionsstadiet uppdagades problem, så innan serieleveranserna kom igång tillverkades nio olika prototyper. 
Flygplanet var försett med en 9-cylindrig stjärnmotor av Pratt & Whitney Hornet-modell licenstillverkad av BMW med benämningen 132K. Vingkonstruktionen var mycket ovanlig den övre vingen placerades på stöttor ovanför flygkroppen som förbands med en Y-formad stötta ner till det nedre vingparet vars spännvidd bara var någon meter. Både pilot och spanare satt i var sin sittbrunn som saknade huv. Vid spanarens plats fanns dessutom en rörlig 7,9 mm kulspruta.

## Användning i Sverige
Mellan åren 1941 och 1949 ingick Heinkel He 114 som spaningsflygplan i Flygvapnet och benämndes 'S 12.'  Flygplanet var ett enmotorigt högvingat biplan för marinspaning, försett med flottörer.
Vid chefen för Flygplanssektionen Nils Söderbergs besök vid Heinkelfabriken i Warnemünde våren 1938 för inköp av torpedflygplanet Heinkel He 115, T 2, erbjöds Flygvapnet att även köpa Heinkel He 114. Ingen affär kom dock till stånd eftersom Flygvapnet även funderade på att köpa in Arado Ar 95, trots att Heinkel erbjöd bättre villkor. 
Behovet var dock trängande av nya marina spaningsflygplan som ersättning för S 9 samt de föråldrade S 5 Hansa. I samband med krigsutbrottet 1939 frigavs Heinkel He 114 för export, eftersom Luftwaffe ansåg att flygplanet fungerade dåligt vid start och landning i hög sjö. 
Till Flygförvaltningen ankom en offert om försäljning av flygplanet giltigt till 30 september 1939. Den 1 november 1939 beställdes tolv flygplan av typen Heinkel He 114 B-1.  Leveranserna planeras ske i början av december med detta ändras senare till leverans med järnväg i mars 1940. 
I april 1940 beställde flygförvaltningen ytterligare 27 flygplan. I samband med beställningen meddelade Heinkel att de första tolv flygplanen inte skulle komma att levereras eftersom den tyska regeringen stoppat de planerade leveranserna till Sverige. Tyskland kopplade förhandlingen om transitering av tyska militärförband genom Sverige till olika handelsavtal. Efter förhandlingar om transittrafik togs försäljningsstoppet bort, men då var redan de för Sverige tillverkade planen i tjänst vid Luftwaffe. 
I slutet av 1940 kom emellertid besked om att tolv begagnade plan kunde levereras flygledes, men det hela avskrevs återigen från tysk sida. På våren 1941 anlände tolv He 114 nedpackade i lådor till Centrala Flygverkstaden Västerås (CVV). Flygplanen var begagnade och krävde fullständig genomgång innan de kunde användas. Benämningen S 12 var sedan lång tid reserverad för flygplanet.
Flygplanen renoverades, monterades, modifierades och provflögs innan elva av dem under sommaren 1941 tillfördes 2.divisionen vid F 2 Hägernäs. Det tolfte flygplanet behölls tillsvidare av CVV för prov.  Redan vid ankomsten till F 2 Hägernäs  sattes flygplanen in i neutralitetsvakten längs kusterna. 
Sedan S 17 levererats användes S 12 främst för utbildning. Hösten 1945 monterades målbogseringsutrustning i de sex kvarvarande flygplanen. Ett flygplan såldes 1948 till Firma Handelsflyg i Kiruna, som civilregistrerade flygplanet och använde det till fisktransport. Övriga flygplan kasserades, det sista i februari 1949.